# 外交承认
外交承认（英語：Diplomatic recognition）指主权国家对另一个国家或政府承认的行为或状态，是国际法的单边行为，具有国内与国际法律后果。承认可以依据事实上或法理上。承认可以是政府的公告声明，也可以是一些行为如与被承认国家共同签署公约。在联合国投票支持另一个国成为联合国会员国是一种隐式承认。
对一个国家的特定行为的不承认，并不影响对这个国家自身的承认。例如，一个被承认国家对特定领土的占领不被国际普遍承认，并不意味着对这个国家的不承认或者对这个国家政府非法方式更替的承认。

## 对国家或政府的承认
外交承认非常不同于对国家或政府的正式承认。两个国家之间没有双边外交关系并不意味着不承认对方。
如果一个国家实体如果违反联合国宪章的原则来获得资格，则可不被普遍承认。例如联合国安理会1965年关于罗德西亚的第216号决议与第217号决议；1983年关于北塞浦路斯的第541号决议；1992年关于斯普斯卡共和国的第787号决议，都是依据联合国宪章第七章否定其国家资格与前序承认。2010年国际法院对科索沃独立的咨询意见称：「宣布独立不违反任何可适用的国际法规则」。
国际可以显式或隐式履行它的承认权利。承认一个政府意味着隐式承认它所统治的国家。但是正式承认一个国家不等于承认这个国家的政府。
极少有对一个国家的事实承认而非法理承认。例如，1921年英国事实承认了苏俄，但直到1924年才法理上承认蘇聯。
政府的正常宪制更迭（如选举或公民投票）不需要重新承认；但是政变或革命就需要重新承认。例如1996年至2001年，阿富汗的塔利班政权仅被巴基斯坦、阿联酋、沙特三国承认；世界上绝大多数国家当时承认布爾漢努丁·拉巴尼政府。有領土糾紛的印度拥有克什米尔不被巴基斯坦承认。
如果可能被认为隐式承认，一个国家可以公开宣布排除这种可能性。如1998年美国开始与巴勒斯坦解放组织对话。

## 撤销承认
一个国家可以撤销对另一国的外交承认或简单地拒绝打交道。通常这会在撤回使领馆之后。可以指定第三国作为领事事务代办国。
而法律上的承认即正式承认，是完全的、无保留的承认，它构成承认国与被承认者之间建立和发展全面交往的基础。一般的承认都是法律上的承认，在性质上是不能撤销的。
对于非法或不人道的情况下的不承认，如物理夺取的领土，称做不承认主义。这在二战后的联合国实践中变得非常重要。

## 对政府的承认
对政府的承认是确认一个集团的人在一个国家内已组成了一个能够在国内实行有效统治、在国际关系中代表该国家的政府，同时表示愿意视其为该国的唯一合法政府而与之交往。
一般地，在新国家出现的场合，承认新国家总是通过领导该国的政府，因而也就同时承认了该政府；同样，承认一个新国家的政府，也就当然承认了其所代表的那个新国家。所以在这种情况下，政府承认与国家承认是一致的。但是，由于对政府的承认不涉及国家的国际人格，国家的国际法主体资格并不因政府更迭而有所改变，所以，政府承认又与国家承认无关，是兩個不同的问题。

## 有限承认的政治實體
不被普遍承认的国家，大部分是分离出来的实体。
| 顺序 | 存在主权争议的政治实体（被保护国） | 英文全称                                                          | 争执日期 | 有关争议联合国成员国 | 保护或支持其独立有关联合国成员国 |
| ---- | ---------------------------------- | ----------------------------------------------------------------- | -------- | -------------------- | -------------------------------- |
| 1    | 阿布哈茲                           | Republic of Abkhazia                                              | 1992年—  |                      | 俄羅斯                           |
| 2    | 南奥塞梯                           | Republic of South Ossetia                                         | 1991年—  |                      | 俄羅斯                           |
| 3    | 科索沃                             | Republic of Kosovo                                                | 2008年—  | 塞爾維亞             | 阿尔巴尼亚                       |
| 4    | 北賽普勒斯                         | Turkish Republic of Northern Cyprus                               | 1983年—  | 賽普勒斯             | 土耳其                           |
| 5    | 索馬利蘭                           | Republic of Somaliland                                            | 1991年—  |                      | 衣索比亞                         |
| 6    | 撒拉威阿拉伯民主共和國             | Western Sahara Sahrawi Arab Democratic Republic                   | 1976年—  | 摩洛哥               | 阿尔及利亚 · 毛里塔尼亚          |
| 7    | 德涅斯特河沿岸                     | Transnistria Moldavian Republic Pridnestrovian Moldavian Republic | 1990年—  | 摩尔多瓦             | 俄羅斯                           |
| 8    | 巴勒斯坦                           | Palestine State of Palestine                                      | 1988年—  | 以色列               | 埃及 · 约旦等136国               |
| 9    | 中華民國                           | Republic of China                                                 | 1949年—  | 中华人民共和国       | 美国 · 日本（有爭議）            |

## 其他类型承认
其他类型的承认，如军事占领或吞并或交战权利。